# Den forsvundne fuldmægtig (film)
Den forsvundne fuldmægtig er en dansk film fra 1971, instrueret af Gert Fredholm, skrevet af Erik Thygesen og baseret på Hans Scherfigs roman af samme navn. Ove Sprogøe modtog en Bodilpris for hovedrollen som Teodor Amsted. Hans Scherfig medvirker som filmens fortæller. 

## Medvirkende
- Ove Sprogøe som Teodor Amsted, fuldmægtig
- Bodil Kjer som Fru Amsted
- Karl Stegger som Martin Hageholm
- Poul Thomsen som Jens Jensen
- Preben Ravn som Munk, politiassistent
- Hans-Henrik Krause som Skovstrup, politikommisær
- Valsø Holm som Kontorchef
- Mime Fønss som Fru Møller
- Jytte Abildstrøm som Frk. Liljenfeldt
- Holger Perfort som Degerstrøm, fuldmægtig
- Vera Gebuhr som Fru Mörtel
- Ulla Lemvigh-Müller som Alice, servitrice
- Lone Lindorff som Karen, Jens Jensens datter
- Elin Reimer som Johanne, husbestyrerinde
- Bjørn Puggaard-Müller som Dr. Ejegod
- Gunnar Strømvad som Cykelsmed
- Avi Sagild som Anders' kone
- Walt Rosenberg som Bedemand
- Hans Scherfig som Indsat og fortællerstemme
- Kim Petersen som Leif, Amsteds søn